# Anosia galacterion
Anosia galacterion är en fjärilsart som beskrevs av Hans Fruhstorfer 1906. Anosia galacterion ingår i släktet Anosia och familjen praktfjärilar. Inga underarter finns listade i Catalogue of Life.